# 安巴里夫
安布馬尼（英語：Anbumani，1984年5月11日—）與阿里烏馬尼（英語：Arivumani，1984年5月11日—），統稱安巴里夫（英語：Anbariv），印度兄弟檔動作指導及特技指導，主要在泰米爾語、泰盧固語、馬拉雅拉姆語、卡納達語和印地語電影圈工作。兩人因在《馬德拉斯》（2014年）、《卡巴里》（2016年）和《科拉爾金礦》（2018年）等電影中的動作場面而聞名。安巴里夫以《科拉爾金礦》的作品獲得2019年印度國家電影獎最佳特技指導。

## 早年
安布馬尼，也稱為安布（Anbu），阿里烏馬尼，也稱為阿里烏（Arivu），兩人是雙胞待兄弟，在普扎尔長大。

## 外部連結
- 安巴里夫在互联网电影资料库（IMDb）上的資料（英文）